# The Roundhouse
The Roundhouse (рус. Раундхаус, «Депо») — концертный зал в Лондоне, Англия (3300 мест, из них 1700 сидячих), получивший широкую известность в 1960-х — 1970-х годах — как важный центр — сначала британского андерграунда, затем панк-движения и новой волны.

## История
The Roundhouse был построен в 1847 году и первое время использовался как паровозное депо для железной дороги London and Birmingham Railway, связывавшей Лондон и Бирмингем. Авторами проекта были архитекторы Роберт Б. Докрей (англ. Robert B. Dockray) и Роберт Стивенсон (англ. Robert Stephenson), исполнителем — компания Branson & Gwyther. Уже спустя десять лет выяснилось, что строение не соответствует размерам новых локомотивов.
Начиная с 1867 года строение использовалось для самых разнообразных целей, в частности, почти полвека компания W & A Gilbey Ltd. использовала его как склад алкогольной продукции. Незадолго до начала Второй мировой войны «Депо» окончательно пришло в запустение. Оно открылось вновь лишь в 1964 году как здание театра; драматург Арнольд Уэскер разместил здесь свою компанию Centre 42.

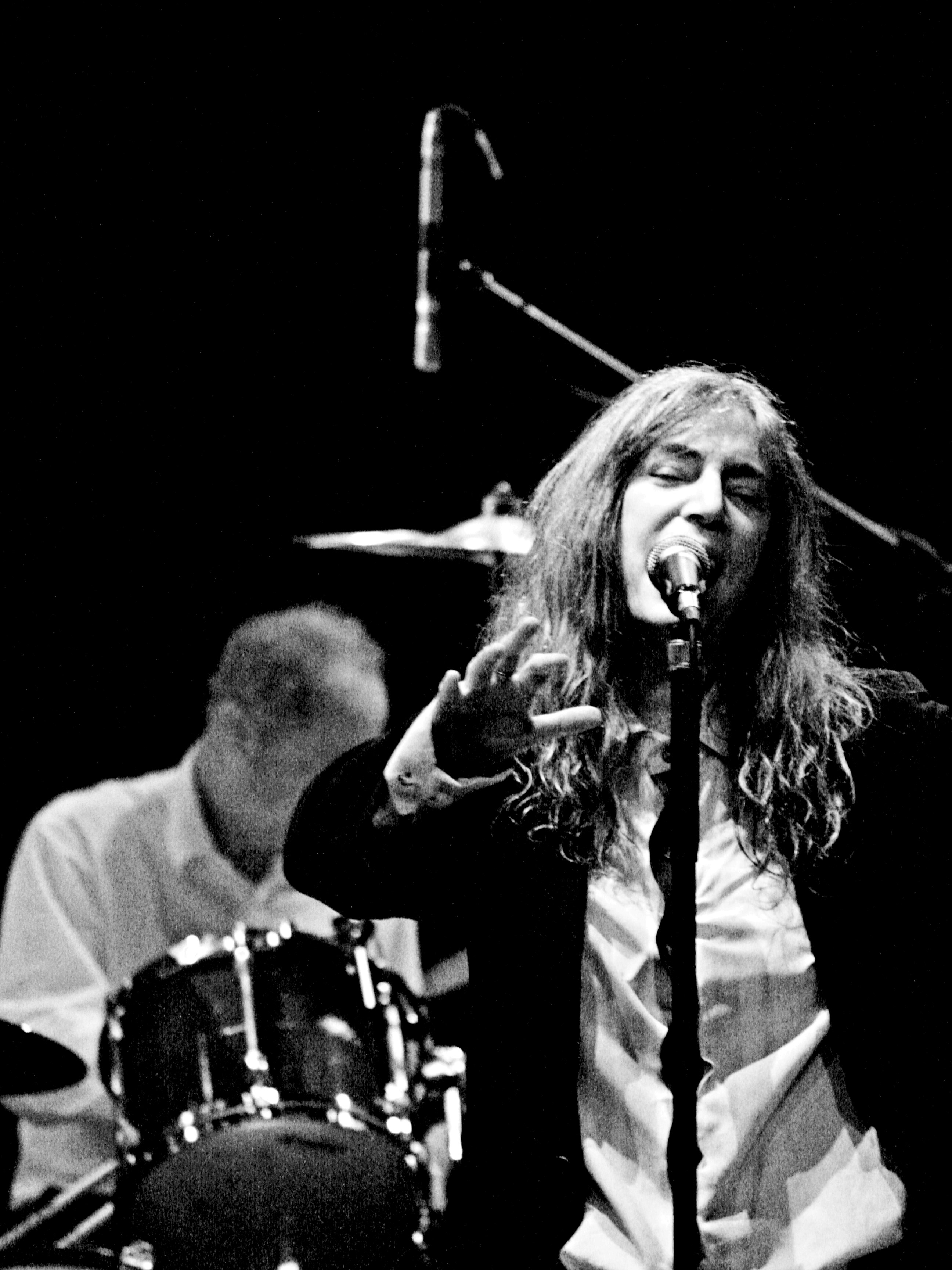
Патти Смит
Roundhouse, 17 мая 2007 года

Начиная с 1966 года, после того, как здание, не имевшее владельца, взял под свою опеку тогда еще только образованный Совет Большого Лондона, The Roundhouse стал концертным залом. Здесь стали регулярно проводиться концерты андеграундных лондонских групп; 15 октября 1966 года Soft Machine и Pink Floyd выступили здесь на открытии андеграундной газеты International Times.
В Roundhouse состоялся единственный в Великобритании концерт The Doors (1968), здесь же в 1972 году прошёл Greasy Truckers Party с участием Hawkwind. В разное время здесь выступали Rolling Stones, Jeff Beck, Zoot Money, Дэвид Боуи, The Sinceros, Jimi Hendrix, Led Zeppelin, The Incredible String Band, Jefferson Airplane, The Clash, The Stranglers, Jade Warrior.
В 1970-х годах развивалась и театральная традиция The Roundhouse. Здесь шли мюзиклы «Catch My Soul» (1969), «1776» и получившая скандальную известность пьеса «Oh! Calcutta!».
В 1983 году Совет Большого Лондона передал здание в ведение Кэмденского совета, и концерты здесь прекратились. Компания Centre 42 лишила центр финансовой поддержки, до 1996 (когда его выкупил местный бизнесмен) здание практически пустовало. В 2004 году The Rounhouse вновь закрылся для масштабной реконструкции. 1 июня 2006 года бродвейское шоу «Fuerzabruta» ознакоменовало открытие «Нового депо» (New Roundhouse). С тех пор именно здесь проходят ежегодные концерты фестиваля iTunes, BBC Electric Proms, а также церемонии вручения различных музыкальных наград и премий, в частности, The BT Digital Music Awards и Vodafone Live Music Awards.